# نهر هانتان
نهر هانتان هو نهرٌ في كوريا الجنوبية يجري عبرَ مقاطعة غانغوون وغيونغي. يعتبرُ واحدًا من روافد نهر إيمجين، الذي يتصل في نهايته مع نهر هان ويصب في البحر الأصفر. يُعتبر نهر هانتان موقعًا مهمًا للتجديف في المياه البيضاء.

## التاريخ
حُدد العامل المعدي (الاسم العلمي: Hantaan orthohantavirus) لأول مرةٍ في منطقة نهر هانتان بواسطة الطبيب لي هو-وانج، ولأن منشوراته الأصلية ترجمت اسم النهر بشكلٍ مُميز على أنه "Hantaan"، فإن هذا الهجاء لا يزال مرتبطًا بفيروس هانتان (Hantaan virus). يُطلق الاسم أيضًا على جنس فيروسات هانتا.
في عام 2007 بدأ بناء سد هانتانغانغ في مسار النهر السفلي. كان من المتوقع أن يكتمل في منتصف عام 2015. الغرض الوحيد من السد هو السيطرة على الفيضانات.

## روابط خارجية
- خطة إدارة نوعية المياه الشاملة لحوض نهر إيمجين (يتضمن خريطة)